# Аврора и Кефал
«Аврора и Кефал» — картина французского художника Пьера Нарсиса Герена, известная в двух вариантах, которые хранятся в Лувре и Пушкинском музее, а предварительный эскиз находится в Эрмитаже.
Картина является иллюстрацией к книге 7 «Метаморфоз» Овидия, где в стихах 661—866 рассказывается история Кефала. Согласно поэме, Кефал был прекрасным юношей, страстным охотником, в которого влюбилась богиня утренней зари Аврора (Эос в греческом пантеоне) и похитила его.

Я для оленей тогда рогоносных протягивал сети, —

Тут, над Гиметом взойдя, с постоянно цветущей вершины,

Тьму отогнав, золотая меня вдруг видит Аврора

И увлекает к себе.

— Овидий. Метаморфозы, кн. 7, стихи 701—704.
Кефал ответил взаимностью Авроре, и та родила от него сына Фаэтона. На картине изображён момент, когда Аврора похищает спящего Кефала и несет его на облаке в свои чертоги.
Картина известна в двух вариантах. Первый из них, размерами 254 × 186 см, был выполнен Гереном для графа Д. Б. Соммарива в 1810 году, выставлялся в Салоне того же года, а в 1814 году был представлен там же повторно. В дальнейшем картина находилась в коллекции наследницы графа Соммарива Катрин Сеийе, которая в 1888 году подарила это произведение Лувру, где оно и экспонируется до сих пор (зал 702).

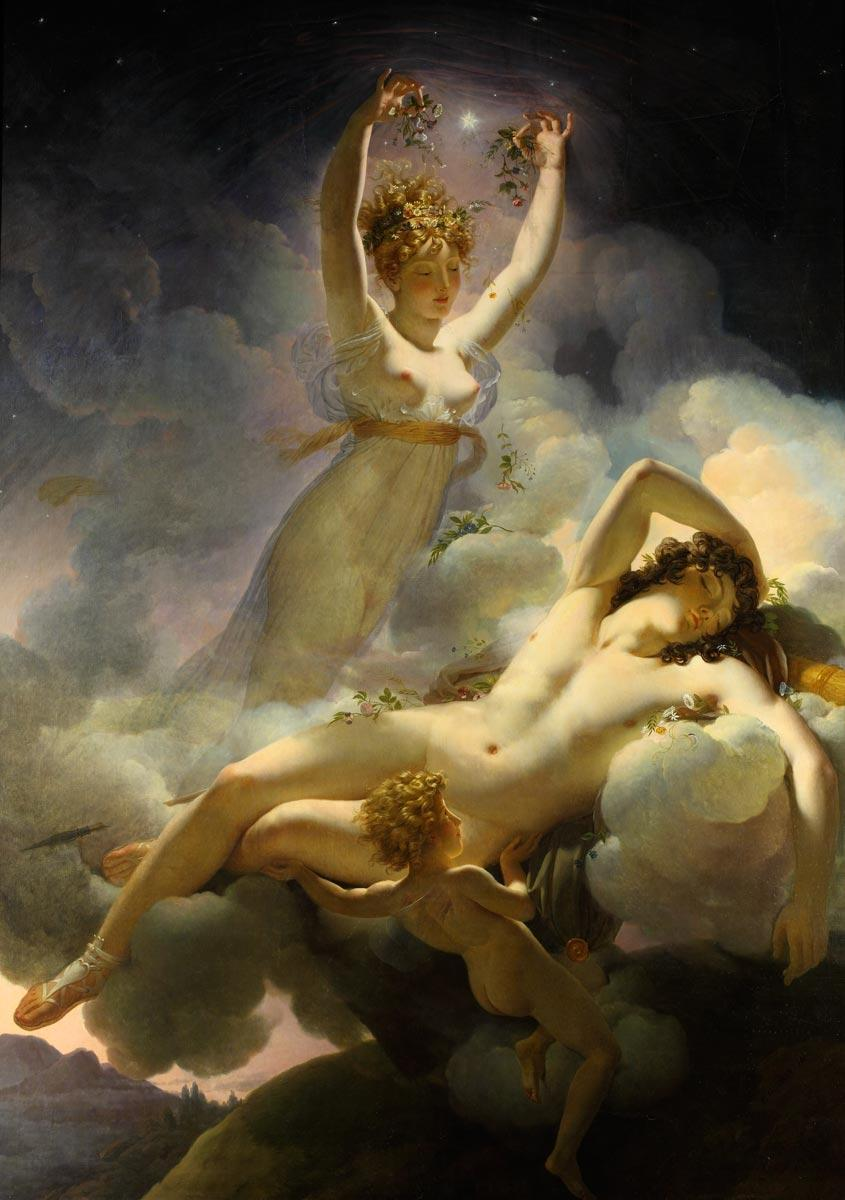
Второй вариант картины. Холст, масло, 251 × 178 см. 1811. ГМИИ им. Пушкина

Второй вариант Герен выполнил в 1811 году, когда князь Н. Б. Юсупов заказал ему две картины для своего подмосковного дворца в Архангельском, эта работа имеет размеры 251 × 178 см, инвентарный № Ж-808. Первая картина «Морфей и Ирида» была написана Гереном как оригинальная работа, а картину «Аврора и Кефал» по согласованию с Юсуповым художник повторил, причём предварительно показал заказчику сделанный маслом эскиз на доске размером 36,2 × 26,3 см, который долгое время находился в частных коллекциях, а с 1978 года хранится в Государственном Эрмитаже (инвентарный № ГЭ-10310). По сравнению с луврским вариантом  Кефал имеет другой поворот головы и положение рук, амурчик-путто занимает другое положение: если на луврском варианте он находится рядом с Авророй и держит Кефала за руку, то на юсуповской версии картины придерживает спящего Кефала снизу. По завершении Гереном работы картина была отправлена в имение Юсуповых Архангельское под Москвой и находилась во дворце в зале «Салон Психеи», а с 1834 года выставлялась в Санкт-Петербурге в Юсуповском дворце на Мойке. После Октябрьской революции эта картина, наряду с прочими произведениями из собрания князей Юсуповых, была национализирована и в 1924 году поступила в Эрмитаж, однако в следующем году была передана в московский Государственный музей изящных искусств, ныне ГМИИ имени А. С. Пушкина.

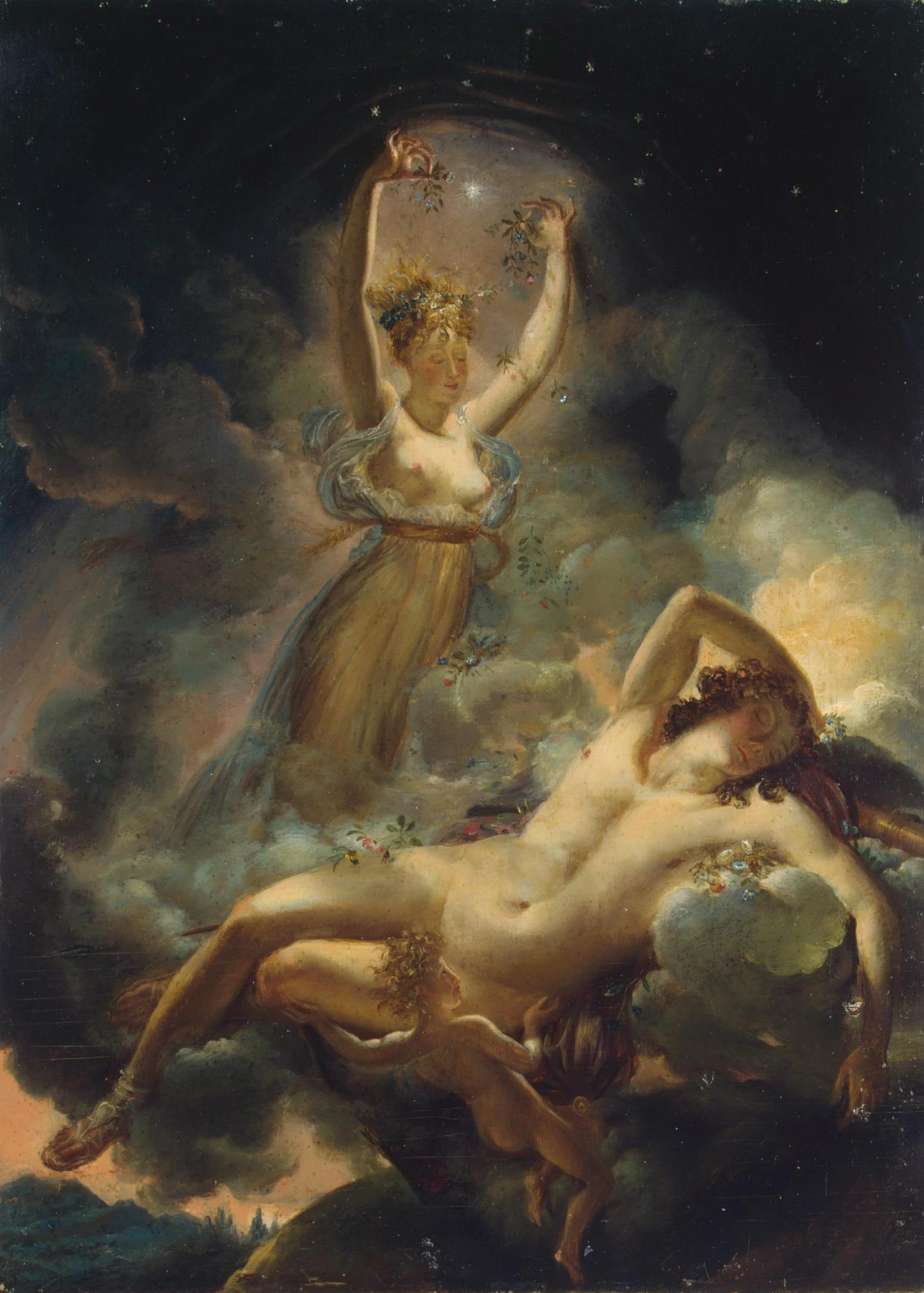
Этюд второго варианта. Дерево, масло, 36,2 × 26,3 см. 1811. Эрмитаж.

В художественном музее Лилля хранится подготовительный рисунок к «Авроре и Кефалу», на обороте которого имеется рисунок к «Морфею и Ириде», рисунки выполнены чёрным и белым мелом на вощёной бумаге. Некоторое количество подготовительных рисунков также находится в музее Валансьена.